# Jane Doe
《Jane Doe》，日本女子團體AKB48成員高橋南的個人solo出道單曲，2013年4月3日由日本環球音樂發售。

## 作品解説
高橋是繼板野友美、前田敦子、岩佐美咲、渡邊麻友、指原莉乃、柏木由紀、松井咲子、河西智美後第9個獨唱出道的AKB48成員。
本單曲以Type-A、B、C、劇場盤4種形式發售。
表題曲《Jane Doe》是與高橋同為Production尾木所屬的仲間由紀惠主演的關西電視台、富士電視台系連續劇《沙希》的片頭曲。
主題曲「Jane Doe」這個詞在英語中是指身份不明女性的假名，而在日語中「Jane」是很常用的女用名字，而「doe」在英文中本身有无名氏的意思，所以不知名的女人都可以用Jane Doe来称呼，這首歌是指把女性玩弄於手掌中男性的視線的意思。
Type-C收錄的是翻唱前田敦子的歌曲《右肩》。

## 活動
預定舉行的活動有3種。
本作的Type-A/B/C初回盤的購入者，可獲得封入的「『Jane Doe』發售記念“應募抽選特典施策”的指南」，参加在2013年5月6日横濱国際平和会議場舉行的活動「高橋みなみ獨唱出道單曲『Jane Doe』発売記念スペシャルライブ」的抽選。
本作Type-A/B/C的商品條碼亦可用於参加在2013年4月8日舉行的「Minami Takahashi 22nd Premium Birthday Party」抽選。
還有，Chara-ani發售的劇場盤內含有迷你Live&握手会的参加券抽選。該活動在2013年4月13日幕張展覽館舉行。

## 收錄曲

### Type-A
CD
1. Jane Doe [4:45]
（作詞：秋元康、作曲：早川暁雄、編曲：野中“まさ”雄一）
2. 破れた羽根 [4:01]
（作詞：秋元康、作曲：河原嶺旭、編曲：佐々木裕）
3. 錆びたロック [3:57]
（作詞：秋元康、作曲：すみだしんや、編曲：野中“まさ”雄一）
4. Jane Doe（Instrumental）
5. 破れた羽根（Instrumental）
6. 錆びたロック（Instrumental）

DVD
1. Jane Doe  Music Video
2. 破れた羽根  Music Video
3. 高橋みなみの軌跡 前編 〜巨大グループをまとめる小さな総監督〜
4. Making of Jane Doe

特典（初回）
- 「Jane Doe」発売記念“応募抽選特典施策”のご案内封入

### Type-B
CD
1. Jane Doe
2. 破れた羽根
3. 利己的な恋愛 [4:12]
（作詞：秋元康、作曲・編曲：森脇正敏）
4. Jane Doe（Instrumental）
5. 破れた羽根（Instrumental）
6. 利己的な恋愛（Instrumental）

DVD
1. Jane Doe  Music Video
2. 破れた羽根  Music Video
3. 高橋みなみの軌跡 後編 〜報われた6年8ヶ月18日の努力〜
4. Making of 破れた羽根

特典（初回）
- 「Jane Doe」発売記念“応募抽選特典施策”のご案内封入

### Type-C
CD
1. Jane Doe
2. 破れた羽根
3. 右肩 [5:08]
（作詞：秋元康、作曲・編曲：杉山勝彦）
4. Jane Doe（Instrumental）
5. 破れた羽根（Instrumental）
6. 右肩（Instrumental）

DVD
1. Jane Doe  Music Video
2. 破れた羽根  Music Video
3. 「ソロデビュー記念対談　高橋みなみ×秋元康 〜2ndシングル作詞会議〜」

特典（初回）
- 「Jane Doe」発売記念“応募抽選特典施策”のご案内封入

### 劇場盤
CD
1. Jane Doe
2. 破れた羽根
3. ブエノスアイレスに雨が降る
（作詞：秋元康、作曲：わたなべしゅうじ・クレハリュウイチ、編曲：Shakey）
4. Jane Doe（Instrumental）
5. 破れた羽根（Instrumental）
6. ブエノスアイレスに雨が降る（Instrumental）

## 出典
1. 1 2 3  . オリコン. 2013年2月20日  [2013年3月13日]. （原始内容存档于2013年5月14日）.
2. 1 2 3  . 日本環球音樂合同会社. 2013年3月1日  [2013年3月13日]. （原始内容存档于2016年3月8日）.
3. ↑  . オリコン. 2012年12月19日  [2013年3月13日]. （原始内容存档于2020年10月28日）.
4. ↑  ナタリー. . 2012年12月19日  [2013年3月13日]. （原始内容存档于2012年12月20日）.
5. ↑  . オリコン. 2013年3月8日  [2013年3月13日]. （原始内容存档于2013年10月26日）.

## 外部連結
- 高橋みなみ - UNIVERSAL MUSIC JAPAN （页面存档备份，存于）
- YouTube上的高橋みなみ - Jane Doe